# 张家祠堂正厅
张家祠堂正厅，位于江苏省镇江市句容市后白乡，是中华人民共和国江苏省文物保护单位之一。
1995年4月19日，授予江苏省文物保护单位，是一座古建筑及历史纪念建筑物。